# Figuren aus dem Mario-Universum
Diese Liste beschreibt zentrale Figuren aus den Super-Mario-Spielen von Nintendo. Beschrieben werden das Auftreten und die Rolle in den Spielen sowie Erscheinungsbild und typische Merkmale der einzelnen Videospielfiguren.

## Hauptcharaktere

### Mario
Bei Mario handelt es sich um einen schnauzbärtigen, etwas klein gewachsenen und dicklichen italienischen Klempner mit blauer Latzhose, rotem Hemd und roter Schirmmütze mit einem M-Symbol, dessen typische Aussprüche „Mamma mia“ und „It’s-a-me, Mario“ sind.
In Erscheinung trat Mario als Jumpman in Donkey Kong. Nach einem weiteren Auftritt in Donkey Kong Jr. tauchte Mario 1983 in Mario Bros. erstmals als titelgebender Protagonist auf. Es folgte die Super-Mario-Bros.-Reihe sowie weitere Jump-’n’-Run-Titel und verschiedene Ableger für alle veröffentlichten Nintendo-Konsolen. Er war ebenfalls der Held nach ihm benannter Fernsehserien.
Seit 1995 wird Mario von Charles Martinet synchronisiert.
Er ist das offizielle Maskottchen von Nintendo und zählt heute als bekanntester Videospielcharakter.
Marios Charakter wird als freundlich, hilfsbereit und abenteuerlustig beschrieben.

### Luigi
Luigi (jap. ルイージ, Ruīji) ist der jüngere Bruder von Mario. Seinen ersten Auftritt hatte er in Mario Bros., wo er durch den zweiten Spieler gesteuert wurde. In Mario is Missing für das SNES war er das erste Mal Protagonist eines Spiels. Mit der Veröffentlichung des GameCubes wurde kein Mario-Titel veröffentlicht, stattdessen entschied sich Nintendo für Luigi’s Mansion, in dem Luigi seinen Bruder aus der Gewalt von König Buu Huu retten muss.
Luigi ist größer und schlanker als Mario. Wie auch sein Bruder ist Luigi Klempner und trägt eine blaue Latzhose zu seinem grünen Pullover und grüner Mütze mit einem L darauf.
Er ist ängstlich und schreckhaft. Dennoch überwindet er in den Spielen immer wieder seine Ängste und hilft seinem Bruder bei dessen Abenteuern. Außerdem springt er (in den meisten Spielen) höher und weiter als Mario.
2013 wurde mit dem 30-jährigen Jubiläum des erstmaligen Auftrittes von Luigi das Jahr des Luigi eingeläutet, dementsprechend wurden zwei neue Spiele mit Luigi in der Hauptrolle veröffentlicht, nämlich Luigi’s Mansion 2 und New Super Luigi U, welches auch als Zusatzpaket für New Super Mario Bros. U erhältlich ist.

### Prinzessin Peach
Zum ersten Mal trat Prinzessin Peach in Super Mario Bros. auf. In diesem Spiel wird sie von Marios Erzfeind Bowser entführt und gefangen gehalten. Dieses Prinzip ist die Grundlage fast aller folgender Mario-Titel. Peach gilt als das Sinnbild der ewig zu beschützenden bzw. zu rettenden Frau, die von ihrem Helden befreit werden muss. In der US-amerikanischen und europäischen Ausgabe des Spiels Super Mario Bros. 2 wurde Prinzessin Peach als spielbare Figur eingeführt. In Super Princess Peach für Nintendo DS war sie erstmals selbst Protagonistin eines Spiels. Charakteristisch für ihre Spieldynamik ist der Gleitflug, den sie mit Hilfe ihres Rocks (oder in manchen Fällen auch mit ihrem Sonnenschirm, wie z. B. in Super Paper Mario) durchführen kann.
Peach hat langes, stufiges, blondes Haar, blaue Augen und eine schlanke Figur. Ihre Kleidung besteht meist aus einem pinken Abendkleid, weißen Handschuhen und roten Pumps. Zu ihren Accessoires gehören Saphirohrringe, eine Saphirbrosche und eine kleine, mit Saphiren und Rubinen besetzte, Krone.
Ihre Persönlichkeit ist immer höflich und freundlich. Sie wird als selbstlos und großzügig dargestellt. Sie mausert sich nebenbei seit Super Mario 3D World von der „Jungfrau in Nöten“ zur Heldin und Unterstützerin Marios.

### Bowser
Bowser (jap. 大魔王クッパ, Daimaō Kuppa) ist eine Figur aus dem Universum von Super Mario und gilt als dessen Erzfeind. Er ist der König der Koopas und herrscht über sein eigenes Königreich. Er tritt überwiegend als Antagonist der Mario-Serie auf. Sein Bestreben liegt meist darin, das Pilzkönigreich von Prinzessin Peach zu erobern. Zu diesem Zweck entführt er die Prinzessin, die daraufhin von Mario befreit werden muss. In einigen Spielen ist Bowser auch selbst steuerbar und hilft Mario teilweise bei seinen Abenteuern, so zum Beispiel in Super Paper Mario für die Nintendo Wii. Auch in Mario & Luigi: Abenteuer Bowser sowie Paper Mario: Die Legende vom Äonentor und in Super Mario Odyssey ist er steuerbar. Er hat auch einen Gastauftritt in SimCity, wo er als eine Art Godzilla die Stadt verwüsten kann. Zudem tritt Bowser in vielen Ablegern der Mario-Serie auf.
Bowser erinnert an eine riesige Schildkröte. Er hat einen mit Stacheln besetzten Panzer und zwei Hörner, einen roten Haarschopf sowie rote buschige Augenbrauen. Sein Maul ist mit spitzen Zähnen besetzt und er verfügt über einen stachligen Schwanz. An seinen Armen trägt er jeweils zwei mit Stacheln besetzte Stahlbänder. In allen Teilen der Super-Mario-Serie besitzt Bowser die Eigenschaft, Feuer zu spucken.
Bowser ist cholerisch, opportunistisch und hinterhältig. Vorrangig reagiert er Mario gegenüber feindselig. Sollte es aber seine eigenen Ziele begünstigen, schließt er sich auch gelegentlich seinem Erzfeind an.

### Yoshi
Yoshi (jap. ヨッシー, Yosshī) ist ein Dinosaurier, der in Japan ursprünglich als Super-Drache Yoshi bekannt war. Erstmals trat er in Super Mario World als Reittier und Begleiter von Mario in Erscheinung. In Super Mario World 2: Yoshi’s Island war er erstmals Titelheld. Beide Titel erschienen für das SNES. Yoshi trat seither in weiteren Jump-’n’-Run-Titeln und Mario-Ablegern auf.
Mit seiner langen Zunge kann Yoshi Früchte und Gegner verschlucken. Werden bestimmte Gegenstände wie zum Beispiel Schildkrötenpanzer im Mund behalten, kann Yoshi spezielle Fähigkeiten verliehen bekommen und diese nutzen.
Yoshi ist etwas größer als Mario und ist mit einem Sattel auf dem Rücken und Schuhen ausgestattet. Seine Farbe kann variieren, er wird aber meist grün dargestellt. Er gilt als sehr freundlich und hilfsbereit.

### Toad
Toad (jap. キノピオ, Kinopio) hatte seinen ersten Auftritt in Super Mario Bros. und vertröstete den Spieler nach jedem Endgegner, bis auf den letzten, mit den Worten „Thank you Mario! But our princess is in another castle!“. Dieser Satz hat inzwischen Kultcharakter und wird in vielen Persiflagen und Parodien benutzt. Er war erstmals in Super Mario Bros. 2 spielbar. In den Ablegern der Mario-Serie, wie z. B. Mario Kart oder Mario Party, ist er ebenfalls ein spielbarer Charakter. In Wario’s Woods war er erstmals Protagonist eines eigenen Spiels. In New Super Mario Bros. Wii gibt es eine gelbe und eine blaue Variante, die vom Spieler gesteuert werden können; Mario muss hier die Toads befreien, weil sie vorher von Gumbas entführt wurden. In Captain Toad: Treasure Tracker ist er gemeinsam mit seinem Gegenstück, Toadette, in der Hauptrolle, in dem beide versuchen, den jeweils anderen vor einem riesigen Vogel zu retten. In Super Mario Odyssey sind Toads Bewohner des Pilzkönigreiches und führen drei Crazy Cap Stores. In jedem Kingdom kann man Kapitän Toad treffen und er schenkt einem einen Mond.
Toad ist sehr klein und ist einem Fliegenpilz nachempfunden. Sein Pilzhut ist weiß mit großen roten Punkten. Er trägt eine blaue Weste und weiße Hosen zu braunen Schuhen. Die Schuhe schließen sich dabei direkt an den Rumpf an, da Toad keine erkennbaren Beine hat. Toadette hat einen pinken Pilzhut mit weißen Punkten. Sie trägt ein pinkes Kleid mit einer roten Weste darüber. Unter ihrem Pilzhut schauen zwei pinke Zöpfe hervor, deren Enden genauso gepunktet sind wie ihr Pilzhut.
Toad ist sehr freundlich und gilt trotz seiner Größe als sehr abenteuerlustig. In Super Mario Galaxy führt er einen eigenen Stoßtrupp an, um Prinzessin Peach zu befreien und Mario zu unterstützen. Allerdings bringt er sich damit oft selbst in Gefahr.
2019 wurde Toad einem breiteren Publikum bekannt durch die Berichterstattung über die angebliche Affäre von Donald Trump mit der Pornodarstellerin Stormy Daniels, in deren Folge Daniels öffentlich die Form von Trumps Penis mit der Spielfigur verglich.

### Donkey Kong
Donkey Kong (kurz DK; jap.: ドンキーコング, Donkī Kongu) ist der titelgebende Held mehrerer Videospiele. Seinen ersten Auftritt hatte er im gleichnamigen Spiel Donkey Kong. Er ist der erste Antagonist Marios in einem Videospiel. Schon damals wurde das Prinzip der entführten Frau aufgegriffen. Diese hieß damals Pauline und gilt als Marios erste Freundin. In Donkey Kong hieß Mario selbst noch Jumpman. Donkey Kong war Hauptperson und Namensgeber der Donkey-Kong-Country-Serie. Er tritt in vielen Ablegern der Mario-Serie auf, wie Mario Party oder Mario Kart. Das neuste Spiel, in dem Donkey Kong eine wichtige Rolle spielt, heißt Donkey Kong Country: Tropical Freeze.
Donkey Kong stellt einen erwachsenen Gorilla mit braunem Fell dar. In neueren Titeln der Serie trägt er eine rote Krawatte mit seinen Initialen.

## Nebencharaktere

### Cappy
Cappy ist eine Kappe, die Mario in Super Mario Odyssey begleitet. Mit ihr kann Mario die Gestalt anderer NPCs (Non Player Character) annehmen und ihre Fähigkeiten einsetzen. Cappy stammt aus dem Hutland, wo auch andere Kappengeister herumstreifen. Er hilft Mario, da er die Chance nutzt, seine Schwester Tiara zu retten.
Cappy ist weiß und ist in Form eines Zylinders mit einem Streifen, hat blaue, große, ovale Augen und nach oben stehende Haare. Unter dem Zylinder schaut ein Teil des Bauches und Schwanzes dieser Figur hervor, welche aussehen wie die eines Buu Huus. Der Geist kann die Form anderer Kappen annehmen, wie die Kappe von Mario.

### Tiara
Tiara ist die Schwester des Cappy, wurde von Bowser entführt und soll als Krone für Prinzessin Peach dienen.
Sie hat dieselbe Gestalt wie ihr älterer Bruder Cappy, doch anstatt eines Zylinders hat sie eine Kronenform. Ihre Augenfarbe ist zwischen lila und pink. Tiara hat nach hinten stehende Haare und kurze, aber dennoch auffallende Wimpern.

### Prinzessin Daisy
Prinzessin Daisy stammt aus dem in fünf Regionen geteilten Königreich Sarasaland. Sie trat erstmals im Game-Boy-Spiel Super Mario Land auf. Im Plot des Spiels wurde sie von dem Alien Tatanga entführt und bittet Mario um Hilfe, sie zu befreien. Danach hatte sie Auftritte in diversen Ablegern der Mario-Serie.
Sie hat mittellange, braune Haare, dunkelblaue Augen und eine sportliche Figur. Daisy ist, wie auch Peach, eine Prinzessin. Sie trägt ein orangefarbenes Ballkleid und weiße, blümchenförmige Handschuhe. Ihre Ohrringe und ihre Brosche sind in Form eines Gänseblümchens (engl. daisy) gehalten. Auch die mit Smaragden und Rubinen besetzte Krone weist ein Blumenmuster auf. Ihr Gesicht ist runder als das von Peach. Ihre Augen sind katzenartig und haben, anders als bei Peach, jeweils nur zwei Wimpern.
Charakterlich wird Daisy von Nintendo als burschikoses Mädchen (おてんば, Otenba) beschrieben. Sie ist sehr energisch, fröhlich, witzig und interessiert sich für Sport.
Angeblich pflegt sie eine Liebesbeziehung zu Luigi, welche der zwischen Mario und Peach ähnelt. Laut Mario Kart Wii ist sie Peachs Cousine.

### Wario
Wario (jap. ワリオ) wurde von Hiroji Kiyotake kreiert und stand Mario zunächst als geldgieriger Fiesling gegenüber. Sein Debüt hatte Wario 1992 als Endgegner im Game-Boy-Spiel Super Mario Land 2 – 6 Golden Coins. Als spielbarer Protagonist erscheint Wario zuerst in Wario Land – Super Mario Land 3. Weitere Auftritte hat Wario in den Rahmenhandlungen der ab 2004 erschienenen Spiele der WarioWare-Reihe und in diversen Ablegern der Mario-Reihe.
Der Name „Wario“ entstand durch ein Wortspiel mit dem Namen „Mario“ und dem japanischen Adjektiv warui (悪い) für böse, folglich bedeutet es „böser Mario“. Im Englischen wird diese Bedeutung (fälschlicherweise) durch das Wortspiel mit dem Nomen war für Krieg deutlich.
Wario ist eine übergewichtige, wenngleich sehr muskulöse und rotnasige Karikatur eines italienischen Schurken, wobei sein Design auf dem Aussehen Marios basiert. Dieses wurde so abgewandelt, dass aus dem Helden, den Mario verkörpert, eine Antihelden-Figur wurde. Wario ist zudem Marios Cousin.
Warios Charakter wird als egozentrisch, habgierig und hinterlistig gezeichnet.
In der WarioWare-Reihe hat Wario sehr viele Freunde, ist Biker und trägt andere Kleidung.

### Waluigi
Waluigi ist ein Freund Warios und taucht erstmals in Mario Tennis für Nintendo 64 auf. Er wurde von Fumihide Aoki kreiert. Sein Name leitet sich aus dem japanischen Adjektiv warui (悪い), was böse bedeutet, ab und referenziert auf Marios Bruder Luigi. In Dance Dance Revolution Mario Mix für Nintendo Gamecube hatte er seinen einzigen Auftritt als Antagonist eines Videospiels.
Waluigis Charakter kann man als eine Mischung aus cholerisch und melancholisch bezeichnen. Er ist sehr selbst-mitleidig und im Glauben, dass nur ihm immer Schlechtes widerfahre.
Er trägt schwarze Hosen, eine lila Mütze und einen lila Pullover. Er ist sehr groß und dürr. Seine Hände und Füße wirken überdimensioniert zu seinem dünnen Körper. So wie Wario, hat auch er eine große auffällige Nase.

### Rosalina
Rosalina (jap. ロゼッタ, Rozetta) ist eine Sternenwächterin und Adoptivmutter von unzähligen, sternenartigen Wesen, den Luma. Rosalina war einst ein ganz normales Mädchen, das eine Familie hatte, einen Bruder sowie Vater und Mutter. Eines Tages fand sie einen Luma, der von seiner Mutter getrennt worden war und beschloss, mit ihm ins All zu fliegen, um sie zu suchen. Sie fanden die Mutter des Lumas aber nicht und erklärten sie für tot. Als sie eines Tages Heimweh bekam, flogen Rosalina und der Luma zurück zu Rosalinas Mutter, welche aber während ihrer Abwesenheit verstorben war. Also wurde Rosalina einfach die neue Mutter des Lumas und baute mit ihm eine riesige Sternenwarte auf einem Kometen als ihr neues Zuhause. Da die Sternenwarte aber zu groß für zwei war, nahmen sie sämtliche Lumas, die keine Familie hatten, auf.
Rosalina hat blondes, glattes Haar, das ihr rechtes Auge verdeckt, und trägt ein türkisfarbenes, bodenlanges Kleid, das an den Ärmeln, am Rock und am Kragen einen grauen Saum hat. Sie trägt eine sternförmige, gelbe Brosche, dazu passende Ohrringe sowie eine kleine silberne Krone. Zudem hat sie immer einen Zauberstab bei sich, mit dem sie die Energie der Lumas in Magie umwandeln kann. Rosalina hat einen mütterlichen und stets freundlichen Charakter. Sie erscheint erstmals in Super Mario Galaxy. Später hat sie noch Auftritte in Super Mario Galaxy 2 sowie in Mario Party: Island Tour. Zudem ist sie in Mario Kart Wii, Mario Kart 7, Mario Kart 8, Mario Kart 8 deluxe, Super Mario 3D World, Super Smash Bros. für Wii U und 3DS, Mario Party 10, Super Mario Party, Mario Tennis: Ultra Smash und Mario Tennis Aces spielbar.

### Mopsie
Mopsie hatte seinen ersten Auftritt in New Super Luigi U als ein im Mehrspielermodus alternativ auswählbarer Charakter. Er nimmt im Gegensatz zu allen anderen Charakteren aus dem Mario-Universum keinen Schaden, wenn er mit einem Gegner in Kontakt kommt und ist damit laut Nintendo besonders für Anfänger gut geeignet. Einzig und allein Lava und Abgründe können ihn töten. Jetzt ist Mopsie auch in New Super Mario Bros. U Deluxe sowie in Super Mario Bros. Wonder für die Nintendo Switch spielbar.

### Bowser Jr.
Der Sohn von Bowser kommt erstmals in Super Mario Sunshine vor. Bowser Jr. ist auch der Antagonist in New Super Mario Bros., in welchem er Prinzessin Peach entführt. Vorherige Bezeichnungen unter dem Namen Bowser Jr. referenzieren auf Bowser im Kindesalter. Laut einigen Angaben ist er sechs Jahre alt.
Sein Aussehen ist an Bowser orientiert. Da er ein Kleinkind darstellt, kommt das Kindchenschema zum Tragen. Allerdings hat Bowser Jr. kleine schwarze Knopfaugen. Seine Stahlarmbänder haben, anders als bei seinem Vater, keine Stacheln. Gelegentlich trägt er ein Tuch vor dem Mund mit einem aufgemalten Maul inklusive Reißzähnen, da er selbst noch nicht in Besitz eigener Reißzähne ist.
Sein Verhalten ist, wie sein Äußeres, sehr kindlich. Er ist hämisch und schadenfroh, wenn Mario verliert, allerdings genau so gekränkt und überrascht, wenn er selbst verliert. Oft muss sein Übereifer durch seinen Vater gebremst werden.
Er hat inzwischen in Super Mario 3D World + Bowser's Fury eine spielbare Rolle.

### Koopalinge
Die sogenannten Koopalinge bestehen aus Larry Koopa, Morton Koopa Jr., Wendy O. Koopa, Iggy Koopa, Roy Koopa, Lemmy Koopa, und Ludwig von Koopa. Benannt wurden sie nach den Musikern und Komponisten Larry Mullen, Jr., Morton Downey Jr., Wendy O. Williams, Iggy Pop, Roy Orbison, Lemmy Kilmister und Ludwig van Beethoven. Zum ersten Mal tauchen sie in Super Mario Bros. 3 auf und besetzen jeweils eines der Königreiche in diesem Spiel. Sie stellen die Endgegner in jeder Welt dar. Der in ihrem Besitz befindliche Zauberstab muss dem jeweils rechtmäßigen Herrscher zurückgegeben werden. In Super Mario World sind die Koopalinge erneut vertreten. Auch hier sind sie die Endgegner einer jeden Welt. Anders als im Vorgänger hat hier jeder seine besondere Fähigkeit und muss auf individuelle Art besiegt werden. Dasselbe gilt für New Super Mario Bros. Wii und New Super Mario Bros. U Neben einer individuellen Taktik besitzen die einzelnen Koopas allerdings auch wieder Zauberstäbe, mit denen sie den Spieler attackieren können.
Ebenso kommen sie in den Serien zu den beiden Spielen vor, die von DiC Entertainment produziert wurden.
Das Verhalten der Koopalinge ist sehr ähnlich. Alle sind Bowser hörig und versuchen Mario zu besiegen. Lediglich die Hobbys bzw. Leidenschaften der einzelnen Koopas unterscheiden sich voneinander. So sind Ludwig und Wendy sehr musikbegeistert während Iggy sehr verspielt ist.
Das Äußere der Koopalinge ist sehr individuell. Jeder hat seine eigenen Merkmale, die ihn optisch von seinen Geschwistern unterscheiden. So hat z. B. Ludwig von Koopa blaues Haar, das an eine karikierte Frisur von Ludwig van Beethoven erinnert. Teilweise variieren auch Statur und Reißzähne der Charaktere.

### Kamek
Kamek ist Bowsers Assistent, welcher Bowser großgezogen hat, und ein Hexenmeister. Er ist der Anführer der „Magikoopas“, eine Unterart der Koopas, welche sich darauf spezialisiert hat, Mario und seine Freunde mit Zauberei zu attackieren. In den Spielen der Yoshi-Serie ist Kamek, zusammen mit Baby Bowser, der Antagonist.
Kamek hat einen extrem grausamen Charakter und schreckt vor nichts zurück. Hat er allerdings eine Niederlage gegen Mario hinter sich, gibt er trotzdem nicht auf und versucht mit letzter Kraft, Bowser zu helfen, Mario zu besiegen. Kamek trägt einen blauen Kittel und eine blaue Zipfelmütze, eine Brille, deren Gläser jedoch so dick sind, dass man keine Augen erkennen kann, braune (manchmal auch rote) Schuhe und ist häufig mit einem braunen fliegenden Besen zu sehen. Kamek sieht den anderen Magikoopas zum Verwechseln ähnlich, sein Charakter und die Tatsache, dass er immer bei Bowser ist, unterscheiden ihn jedoch von den anderen. Kamek hat die Fähigkeit, den Kreis-Dreieck-Quadrat-Zauber bei Gegnern einzusetzen, welche die Formen auf die Gegner feuert. Nebenbei kann er sich auch teleportieren, fliegen, Gegner erscheinen lassen, Zeitreisen, Bowser heilen und zusätzlich noch riesig werden lassen, und noch vieles mehr.

### Toadette
Toadette (キノピコ, Kinopiko) wird allgemein als weiblicher Toad angesehen, wobei die Entwickler dies dementieren und sie als geschlechtslos bezeichnen. Sie unterscheidet sich von den anderen Toads durch ihren auffallenden rosa Kopf und ihre zwei gleichfarbigen Zöpfe, die ebenfalls rosa sind. Sie ist die Freundin von Toad und Peach. Die meisten Auftritte erhielt sie in der Mario-Kart- und der Mario-Party-Reihe. Ihr Debüt feierte sie in Mario Kart: Double Dash!!. Dort bildete sie mit Toad ein Fahrerduo. Auch in Mario Kart Wii ist sie spielbar. Ihr gehört dort die Strecke namens Pilz-Schlucht. In Mario Kart 8 ist sie, nach einem Aussetzer in Mario Kart 7, wieder spielbar. Außerdem war sie in der Mario-Party-Serie ein spielbarer Charakter, nämlich in der. 6.,7. und 8. Version. In Mario Party DS taucht sie dagegen nicht als spielbarer Charakter auf, aber hat dort ein Spielbrett, nämlich Toadettes Musikstube. Toadette ist ebenfalls spielbar in Captain Toad: Treasure Tracker, wobei dies das erste Mal ist, dass man sie in einem offiziellen Spiel spielen kann. Sie begibt sich dort mit Toad-Kapitän auf die Suche nach dem Power-Stern, wird aber beim Versuch ihn mitzunehmen vom weiblichen Riesenvogel Wingo entführt. Der Toad-Kapitän muss nun Toadette und den Power-Stern aus Wingos Fängen befreien. Daraufhin wiederholt sich der Vorgang, doch dieses Mal muss Toadette Captain Toad vor Wingo retten. In New Super Mario Bros. U Deluxe kann sie sich durch die Super-Krone in Peachette verwandeln.

### Toadsworth
Toadsworth (キノじい, Kinojii, dt. etwa „Großvater Pilz“) ist Prinzessin Peachs Butler. Er hatte sich schon, als Peach noch ein kleines Mädchen war, wie ein Vater um sie gekümmert und sie großgezogen. Er ist, laut Angaben von Nintendo, 60 Jahre alt. Er ist öfters aufbrausend und überfürsorglich. Er glaubt, dass Prinzessin Peach immer noch einen Butler brauche, und versteht nicht, dass Peach sich gut um sich selbst kümmern kann. Er vertraut Mario und mag ihn sehr, da er ein guter Beschützer ist. Falls aber irgendetwas schiefläuft, gibt er Mario die Schuld. Toadsworth gehört der Spezies der Toads an und hat den für einen Toad typischen Körperbau. Sein Pilzhut ist hellbraun mit dunkelbraunen Tupfern. Er hat einen grauen Schnauzbart, trägt eine Brille und ist im Besitz eines hölzernen Spazierstocks. Wie alle Toads ist er mit einer Weste, welche jedoch himmelblau und mit goldenen Knöpfen geschlossen ist, bekleidet. Außerdem trägt er eine rote Fliege und, wie alle Toads, weiße Hosen und braune Schuhe.

### Birdo
Birdo (キャサリン, Kyasarin, „Catherine“) hatte ihren ersten Auftritt in Super Mario Bros. 2 und griff den Spieler mit Eiern an. Sie wurde aus der Vorlage von Super Mario Bros. 2 übernommen, Yume Kōjō: Doki Doki Panic. In der englischen Version der Spielanleitung wird sie fälschlicherweise als Ostro betitelt. Anfangs wurde Birdo von Nintendo als Junge veröffentlicht, der lieber ein Mädchen wäre. Auch auf der offiziellen Seite von Mario Strikers Charged Football und Mario Party 8 wird Birdo als Junge beschrieben. Damit galt Birdo lange Zeit als transgeschlechtlicher Charakter. Nintendo stellte allerdings in den vergangenen Jahren klar, dass es sich bei Birdo um ein Mädchen handele. Birdo gilt als weibliches Gegenstück zu Yoshi und wird in manchen Spielen als dessen Partnerin angesehen.
Birdo erinnert an eine Echse auf den Hinterbeinen. Sie hat einen kreisrunden, weiten Mund, aus dem sie Eier verschießen kann. Ihre Haut ist komplett pink. Auf dem Kopf trägt sie eine rote Schleife. Sie hat runde Augen, die etwas aus ihrem Kopf hervor stehen und trägt blauen Lidschatten. Ihre Krallen an Händen und Füßen sind weiß. Die Stacheln auf ihrem Rücken rot. Zudem trägt sie manchmal einen Diamantring.

### König Buu Huu
König Buu Huu ist der König der Buu Huus und Luigis Erzfeind. Die Feindschaft zwischen den beiden ist in Luigi’s Mansion, Luigi’s Mansion 2 und Luigi’s Mansion 3, verschiedenen Super-Mario-Spin-offs und Super Mario 64 DS zu beobachten. Daneben ist er mit Mario, Professor Immanuel Gidd und allen, die Luigi mögen, verfeindet. In Luigi’s Mansion versucht er, Mario und Luigi in Gemälde zu sperren, obwohl Mario und Luigi davor keine Konflikte oder Begegnungen mit ihm hatten. Sein Aussehen variiert, in Luigi’s Mansion ist er ungefähr doppelt so groß wie Luigi, trägt eine Krone mit einem dunkelvioletten Kronjuwel, hat rote Augen, zwei große Säbelzähne und eine hellblaue Zunge. In den Mario-Spin-offs und in Super Mario 64 DS ist er dagegen nur doppelt so groß wie die gewöhnlichen Buu Huus und trägt eine goldene Krone.

### Prof. I. Gidd
Immanuel Gidd (meistens nur Prof. I. Gidd, im Original: Oya Mā-hakase (オヤ・マー博士, „Dr. Oya Mā“)) ist ein im Pilz-Königreich anerkannter Forscher der Buu Huus und Professor für „sensationelle“ Erfindungen. Gidd ist sehr gut mit Luigi befreundet und hilft ihm, in Luigi’s Mansion seinen Bruder Mario aus den Klauen des Königs Buu Huu zu retten. Seitdem hatte er Auftritte in Mario & Luigi: Superstar Saga sowie dessen Nachfolger Mario & Luigi: Zusammen durch die Zeit, Super Mario Sunshine (in dem lediglich sein Name genannt wird), Luigi’s Mansion 2, Luigi’s Mansion 3, Mario Party 6 und Mario Party Advance. In Mario Kart DS sollte er ursprünglich spielbar sein, wurde aber durch die Figur Knochentrocken ersetzt.
Professor I. Gidds Name ist ein Wortspiel mit dem Ausruf „Igitt!“ – im Original nach dem Ausruf oyamaa ‚Ach du meine Güte!‘. Professor I. Gidd trägt als Zeichen seiner akademischen Laufbahn stets seinen Laborkittel und seine Brille, welche (ähnlich wie bei Kamek und Krankfried) so dick ist, dass man keine Augen erkennen kann. Stattdessen sind kreisförmige Muster zu sehen. Professor I. Gidd ist ein freundlicher und genialer, allerdings auch verrückter Wissenschaftler. Er verhält sich bei seinen Forschungen hin und wieder tollpatschig, und da er meistens tief in seinen Forschungen steckt, ist er etwas unaufmerksam. Die Katastrophen in Super Mario Sunshine und Luigi’s Mansion 2 hat er (indirekt) selbst verursacht, wobei man aber anmerken muss, dass er es nicht absichtlich tat. Trotz seiner Macken ist er ein liebenswürdiger Charakter, was vermutlich auch der Grund ist, warum Luigi mit ihm befreundet ist.

### Die Feen
Feen stammen nicht aus dem Pilzkönigreich, sondern aus den Ländern Subcon und Feenland. Sie spielen in den Spielen, in denen sie vorkommen, eine wichtige Rolle. So in Super Mario Bros. 2, wo der Froschkönig Wart die Subcons (die ironischerweise genau so heißen wie das Königreich) eingesperrt hat, um allein über Subcon zu herrschen. Vergleichbares tut Bowser auch mit den Sprixies, indem er im Spiel Super Mario 3D World die sieben Herrscherinnen vom Feenland in Flaschen einsperrte und sie in den Festungen versteckte. Beide Versuche waren nicht von Erfolg gekrönt, denn Mario und seine Freunde waren sofort zur Stelle, um die Feen wieder zu befreien.
Zu den Feen zählt auch die Elfe Wanda welche in Mario & Wario sowie Wario’s Woods auftaucht und beide Male die Protagonisten, (Mario, Luigi, Peach, Yoshi, Toad und Birdo) beim Kampf gegen den Antagonisten Wario unterstützt.

### Schnuffel
Schnuffel ist ein Hund, der in den Yoshi-Spielen vorkommt und als Freund von Yoshi diesem in bestimmten Leveln hilft. Er ist enorm widerstandsfähig und kann problemlos über Stacheln und Lava laufen. Seinen ersten Auftritt hatte er in Super Mario World 2: Yoshi’s Island (1995; SNES), seinen bislang letzten in Yoshi’s Crafted World (2019; Nintendo Switch). Außerdem hatte er neben weiteren kurzen Anspielungen in einer Reihe anderer Spiele Auftritte in Tetris Attack und Super Mario Odyssey.
Am 3. Februar 2017 erschien eine Schnuffel-Amiibo.

#### Schnuffelchen
Die Schnuffelchen sind kleinere Welpen-Versionen von Schnuffel, die ihren ersten Auftritt in Poochy & Yoshi's Woolly World hatten und den Spieler auf Geheimnisse aufmerksam machen. Auch in Yoshi’s Crafted World kommen die Schnuffelchen vor.

## Gegner

### Gumba
Gumbas sind kleine, braune, pilzähnliche Lebewesen, die auf Shiitake-Pilzen basieren und wohl Marios bekannteste Gegner sind. Sie traten erstmals 1985 in Super Mario Bros. auf und sind bis heute der am häufigsten vorkommende Gegner. Während in den 2D-Ablegern stets von äußeren Einflüssen unbeeinflusst geradeaus laufen, bis sie ein Hindernis erreichen und umkehren, rennen sie in 3D-Spielen wie Super Mario 64 typischerweise auf Mario zu, wenn sie ihn sehen, stoppen aber nach kurzem Weg wieder. Aus Mario-Rollenspielen wie Paper Mario 2 sind allerdings auch freundlich gesinnte Gumbas bekannt.

### Koopa
Die Koopas sind aufrecht gehende Schildkröten, die je nach Farbe ihrer Panzer unterschiedliche Fähigkeiten haben; so können Koopas mit rotem Panzer das Ende einer Plattform, einer Röhre oder den Abgrund erkennen und drehen um, während welche mit grünem Panzer weiterlaufen, bis sie abstürzen. Sie sind hinter den Gumbas die häufigsten Gegner in den verschiedenen Mario-Jump-’n’-Runs. Springt Mario ihnen auf den Kopf, so rollen sie sich in ihren Panzer ein, der dann von Mario als Waffe verwendet werden kann (in Super Mario World dagegen wurden sie aus ihrem Panzer katapultiert und suchten dann nach ihm; sobald er gefunden wurde, zogen sie ihn wieder an). Außerdem kommen sie wieder aus ihrem Panzer raus, wenn man lange Zeit nichts mit ihnen macht. Werden sie von Yoshi verschluckt, erlernt dieser für kurze Zeit spezielle Fähigkeiten, wie z. B. das Spucken von Feuer. Sie unterstehen eigentlich dem Befehl von Bowser, in manchen Mario-Teilen sind sie aber auch neutrale Personen oder Verbündete von Mario.

### Parakoopa
Parakoopas sind geflügelte Koopas, die ihre Flügel verlieren und zu normalen Koopas werden, wenn Mario auf ihre Köpfe springt. Es gibt Parakoopas mit grünen und mit roten Panzern. Erstere fliegen horizontal vor und zurück, Parakoopas mit roten Panzer fliegen auf und ab. Ihren ersten Auftritt hatten sie in Super Mario Bros.

### Piranha-Pflanze
Die Piranha-Pflanze existiert schon seit dem ersten Super Mario Bros. Sie hat für gewöhnlich einen an einen Piranha erinnernden roten Kopf mit weißen
Punkten, der auf einem grünen Stängel sitzt. Piranha-Pflanzen gibt es in den unterschiedlichsten Variationen, so findet man einige in Röhren, einige spucken Feuer und einige laufen frei herum, wobei sie ihren Hals ausstrecken können.
Die Piranha-Pflanze ist erstmals in Super Smash Bros. Ultimate als Charakter spielbar. Sie ist dort ein Frühkäufer-Bonus für alle, die das Spiel bereits vor dem 1. Februar 2018 gekauft hatten. Außerdem erschien am 15. Februar 2019 (zeitgleich zum Datum, ab dem die Pflanze erhältlich war) ein Amiibo aus der Super Smash Bros. Collection zur Piranha-Pflanze.

### Blooper
Blooper sind weiße Mini-Kraken, die wiederkehrende Gegner in den Unterwasserleveln der Mario-Serie sind. Sie greifen Mario an, wenn sie ihn sehen. In Mario Kart ist Blooper ein Item, mit dem ein Fahrer alle vorausfahrenden Fahrer mit Tinte vollspritzen und dadurch ihre Sicht einschränken kann. Seinen ersten Auftritt hatte der Blooper in Super Mario Bros., welches 1985 erschien.

### Cheep-Cheep
Cheep-Cheeps sind fischartige Wesen und die am häufigsten unter Wasser vorkommende Gegnerart. Sie können aber auch über Wasser auftreten, wobei sie vom unteren Ende des Spielbildschirms mit großer Geschwindigkeit nach oben springen und eine bogenförmige Flugbahn vollziehen, bevor sie wieder verschwinden. Die häufigste Art der Cheep-Cheeps ist der rote Cheep-Cheep, der bereits in Super Mario Bros. das erste Mal auftrat und nicht auf Marios Anwesenheit reagiert. Später kamen weitere Arten hinzu, darunter der Deep Cheep, der Mario verfolgt, wenn er sich in seinem Gesichtsfeld befindet und in New Super Mario Bros. das erste Mal auftrat, und der größere Cheep Chomp, der auch unter dem Namen Bos Bass bekannt ist und versucht Mario zu fressen, was zum sofortigen Tod führt. Dieser trat in Super Mario Bros. 3 das erste Mal auf.

### Hammer-Bruder
Die Hammer-Brüder sind eine häufig vorkommende Art der Koopas, die mit Hämmern nach Mario werfen, wenn sie ihn sehen. Sie treten fast ausnahmslos in Gruppen von mindestens zwei Brüdern auf. Erstmals in Erscheinung getreten sind sie in Super Mario Bros. Neben den Hammer-Brüdern gibt es noch Bumerang-Brüder, die anstatt mit Hämmern mit Bumerangs in Richtung Mario werfen, welche im Gegensatz zu den Hämmern der Hammer-Brüder zu ihnen zurückkommen. Außerdem gibt es Feuer-Brüder, die mit heißen Flammen werfen. Bumerang- und Feuer-Brüder hatten ihren ersten Auftritt in Super Mario Bros. 3. Die Eis-Brüder, die erstmals in New Super Mario Bros. Wii auftreten, werfen mit Eis und können Mario damit einfrieren. In Super Mario Odyssey für die Nintendo Switch treten neben Hammer- und Feuer-Brüdern erstmals auch Pfannen-Brüder auf, die mit Pfannen werfen. Diese seltene Unterart hat die Fähigkeit Käse zu zerschlagen, findet sich aber nur auf der Schmausspitze.

### Bummel-Käfer
Die Bummel-Käfer, welche oft schlicht und einfach als "Käfer" betitelt werden, kamen erstmals in Super Mario Bros. vor. Sie können nicht von Feuerbällen beschädigt werden. In Super Mario World kann Yoshi die Bummel-Käfer nicht komplett herunterschlucken. Man kann sie nur besiegen, indem man dafür sorgt, dass sie in Lava fallen, da sie sich, wenn Mario auf sie springt, bloß in ihren Panzer zurückziehen. Alternativ können sie von Koopas oder anderen Käfern besiegt werden, nachdem diese sich in ihren jeweiligen Panzer zurückgezogen haben und dann von Mario seitlich angestoßen wurden.

### Lakitu
Lakitu sind eine Unterspezies der Koopas, welche vor allem in Wüsten- und Wolkenwelten relativ häufig anzutreffen ist. Sie haben eine Brille auf und ein paar Haare auf dem Kopf. Sie sitzen auf ihrer Wolke und fliegen mit dieser hinter Mario her. Wenn ein Lakitu Mario erblickt, wirft er Stachi-Eier nach ihm, aus welchen dann Stachis schlüpfen. Mario kann sowohl von den Stachis als auch von den Stachi-Eiern verletzt werden. In New Super Mario Bros. ist Lakitu besiegbar, wenn man ihm auf dem Kopf springt. Dann ist auch die Wolke besetzbar und kann selber in höhere Level-Regionen gesteuert werden, ehe sie sich jedoch nach einiger Zeit auflöst. In Super Mario 64 und dessen Remake für den DS ist ein Lakitu namens Lakito der Kameramann, der Mario und das Geschehen filmt. In Mario Kart schwingt Lakitu die Flaggen, zeigt dem Spieler, wo er lang muss, falls dieser in die falsche Richtung fährt und holt einen Spieler, der aus der Strecke fällt, wieder auf diese zurück.

### Stachi
Stachis sind kleine Gegner, die aus den Stachi-Eiern schlüpfen, die Lakitu wirft. Sie können aber auch in Leveln auftauchen, in denen Lakitu nicht vorkommt. Meist tauchen sie in Wüsten auf. Sie greifen Mario in den 2D-Teilen der Mario-Reihe nicht an, aber sollte er gegen sie laufen, oder auf sie springen, wird er verwundet. In den 3D-Teilen greifen sie Mario an, sobald er ihnen zu nahe kommt. Stachis haben einen roten Panzer mit weißen Stacheln drauf.

### Kugelwilli
Kugelwillis sind lebende schwarze Kanonenkugeln mit Augen und Armen, die aus sogenannten Willi-Blastern geschossen werden. Mit einem Sprung auf sie kann Mario sie besiegen. Sollte Mario allerdings anderweitig einen Kugelwilli berühren, wird er verwundet. Größere Kugelwillis nennt man Banzai Bills (englischer Name für Kugelwilli: Bullet Bill), diese sind etwa sechsmal so groß wie normale Kugelwillis (Größe variiert), lassen sich aber ebenso besiegen. Die größten Kugelwillis sind King-Bills. Sie sind riesig, fast so groß wie der Bildschirm und haben einen rötlichen Schimmer um sich. Mario kann sie nicht besiegen.

### Shy Guy
Shy Guys sind Gegner, deren Gesicht man nicht erkennen kann, weil sie kleine weiße Masken tragen. Sie tragen meistens Rot, aber es gibt auch welche, die andere Farben tragen. Shy Guys sind im Vergleich zu Mario klein. Sie sind mit einem Sprung auf den Kopf zu besiegen. Shy Guys sind außerdem spielbare Charaktere in der Mario-Kart-Reihe und in Mario Party 9. Darüber hinaus sind sie die am häufigsten vertretene Gegnerart in Yoshi’s Island.

### Pokey
Pokeys ähneln stark einem Kaktus. Sie bestehen aus mehreren, stacheligen Kugeln. Man kann sie besiegen, wenn man alle Kugeln mit Feuerbällen oder Koopapanzern nach und nach zerstört, aber auch, wenn man nur den Kopf des Pokey zerstört. Darüber hinaus kann ein Yoshi jede einzelne Kugel fressen. Sollte Mario einen Pokey berühren, nimmt er Schaden. Pokeys sind meist in Wüstenlandschaften anzutreffen. Ihren ersten Auftritt hatten sie 1988 in Super Mario Bros. 2.

### Bob-omb
Bob-ombs, oft fälschlicherweise als Bomb-ombs bezeichnet, sind Bomben-ähnliche Gegner Marios, welche zwar einen eigenen Willen haben, von Bowser und seinen Schergen aber als (Wurf-)Objekte behandelt werden. Wenn Bob-ombs Mario sehen, laufen sie auf ihn zu und explodieren. Wenn Mario auf sie drauf springt, kann er sie unschädlich machen, in einigen Spielen kann er sie sogar hochnehmen und selbst auf Gegner werfen. Jedoch sind nicht alle Bob-ombs Mario feindlich gesinnt. In Super Mario 64 tauchen „Rosa Bob-ombs“ auf, welche Mario auf verschiedene Arten bei der Suche nach den Power-Sternen helfen. In der Paper-Mario-Reihe gibt es sogar Bob-ombs, welche sich Mario anschließen und ihm bei seinem Abenteuer nicht mehr von der Seite weichen.

### Buu Huu
Buu Huus sind schüchterne Geister, die angreifen, wenn man ihnen den Rücken zudreht und ihr Gesicht verdecken, wenn man sie anschaut. Ihr König ist König Buu Huu. Sie kommen in fast allen Mario-Spielen vor. In Teilen aus der Mario-Party-Reihe oder in Sportspielen wie Mario Tennis sind Buu Huus spielbare Charaktere.

### Kettenhund
Der Kettenhund (jap. ワンワン, Wanwan, dt. „Wauwau“) ist ein an einer Kette angebundenes kugelartiges Wesen, dessen erster Auftritt in Super Mario Bros. 3 war. Wenn man sich einem Kettenhund nähert, visiert er den Spieler an und versucht nach ihm zu schnappen. In den meisten Spielen kann man ihn auch befreien, indem man seinen Pflock in den Boden schlägt. Shigeru Miyamoto entwickelte das Konzept des Kettenhundes, da er als Kind selbst von einem Nachbarshund angegriffen wurde, vor dem er nur flüchten konnte, weil dieser angekettet war. Erstmals als Charakter spielbar war Kettenhund in Mario Tennis Aces.

### Wiggler
Wiggler ist eine Raupe, die hauptsächlich den Wald im Pilz-Königreich bewohnt. Ihren ersten Auftritt hatte sie in Super Mario World im Wald der Illusionen. Wigglers Körper ist gelb mit orangen Punkten, außerdem hat er eine Blume auf dem Kopf und eine ziemlich große Nase. Springt man auf einen Wiggler, wird dieser wütend, wodurch er rot und schneller wird. Wiggler treten des Öfteren auch in einer größeren Form auf, man kann sie nicht verletzen, sie allerdings als Trampolin nutzen.

## Figuren mit Bezug zu Super Mario

### Diddy Kong
Diddy Kong ist Donkey Kongs bester Freund. Sein erster Auftritt ist in Donkey Kong Country zu finden, als er sich mit seinem oben genannten Freund Donkey Kong auf den Weg machte, die gestohlenen Bananen zurück zu ergattern. Diddy Kong wurde nicht von Nintendo selbst, sondern von Rare, einer britischen Software-Firma, erfunden. Bis heute erhielt er in mehr als einem Dutzend Nintendo-Spielen Auftritte.
Diddy Kong trägt eine rote Kappe und ein ebenfalls rotes T-Shirt, das nicht seinen kompletten Körper bedeckt. Er hat große, ovale Augen und als weiteres markantes Merkmal einen Schwanz, der sich je nach Aussehen in seinen Auftritten unterscheidet, aber nie gerade nach hinten verläuft.
→ Siehe auch: Figuren in den Donkey-Kong-Spielen#Diddy Kong

### Weitere Figuren der Familie Kong
Neben Donkey Kong und Diddy Kong sind folgende Personen ebenfalls in Verbindung mit der Familie Kong: Dixie Kong, Funky Kong, Cranky Kong, Wrinkly Kong und weitere Figuren aus den Donkey-Kong-Spielen: Swanky Kong, Tiny Kong, Kiddy Kong, Chunky Kong, Lanky Kong und Candy Kong,